# Comté de La Salle (Texas)
Pour les articles homonymes, voir Comté de La Salle et La Salle.
Le comté de La Salle, en anglais : La Salle County, est un comté situé au sud de l'État du Texas aux États-Unis. Fondé le 1er février 1858, son siège de comté est la ville de Cotulla. Selon le recensement des États-Unis de 2020, sa population est de 6 664 habitants. Le comté a une superficie de 3 870 km2, dont 3 870 km2 en surfaces terrestres. Le comté est baptisé en l'honneur de René-Robert Cavelier de La Salle, un explorateur-voyageur du XVIIe siècle.

## Organisation du comté
Le comté de La Salle est créé le 1er février 1858. Il est composé initialement d'une petite partie des terres des comtés de Webb, de Nueces et de Bexar. Il est rattaché sur le plan judiciaire au comté de Nuesces, jusqu'au 10 août 1870, date à laquelle il est rattaché au comté de Live Oak, puis au comté de Webb, en 1873 et au comté de McMullen en 1879. Le comté est définitivement autonome et organisé en novembre 1880.
Le comté est baptisé en référence à René-Robert Cavelier de La Salle, un explorateur-voyageur, qui a parcouru le Texas, à partir de la baie de Matagorda, à la recherche de l'embouchure du Mississippi,.

## Comtés adjacents
| Comté de Zavala | Comté de Frio     | Comté d'Atascosa  |
| Comté de Dimmit | comté de La Salle | Comté de McMullen |
|                 | Comté de Webb     |                   |

## Géographie - Climat

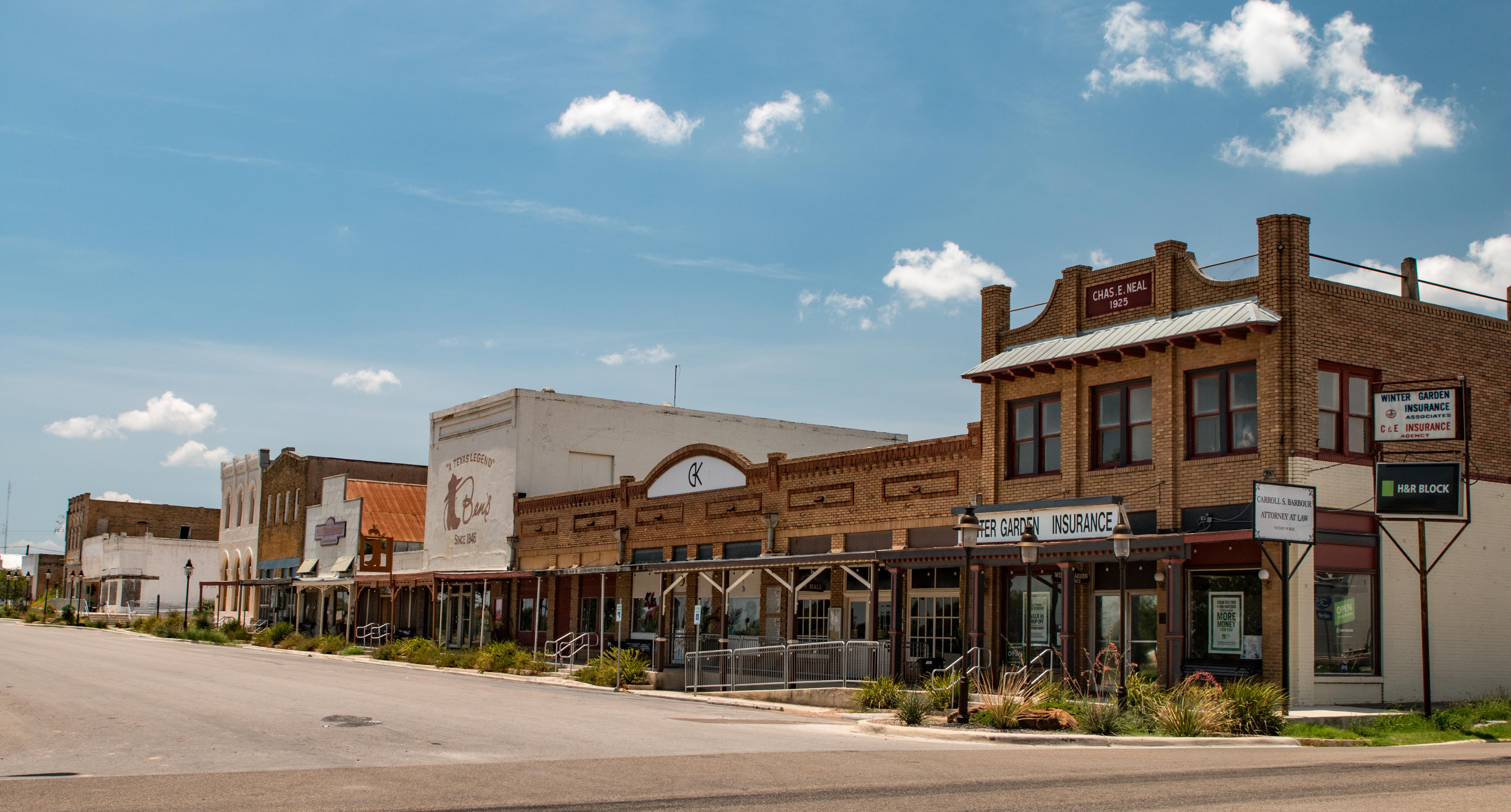
Quartier historique du centre-ville de Cotulla.

Le comté de La Salle est situé au sud du Texas, aux États-Unis,,. Il est drainé par le Rio Nueces qui traverse le comté de l'ouest au sud-est. La partie nord-est du comté est traversée par la rivière Frio.
Il a une superficie totale de 3 870 km2, composée de 3 850,5 km2 de terres et de 19,5 km2 de zones aquatiques.
Les précipitations annuelles moyennes sont de 558,8 mm.

## Démographie
Lors du recensement de 2010, le comté comptait une population de 6 886 habitants. Elle est estimée, en 2017, à 7 584 habitants,.

Pyramide des âges du comté de La Salle (2000).